# Fricassé

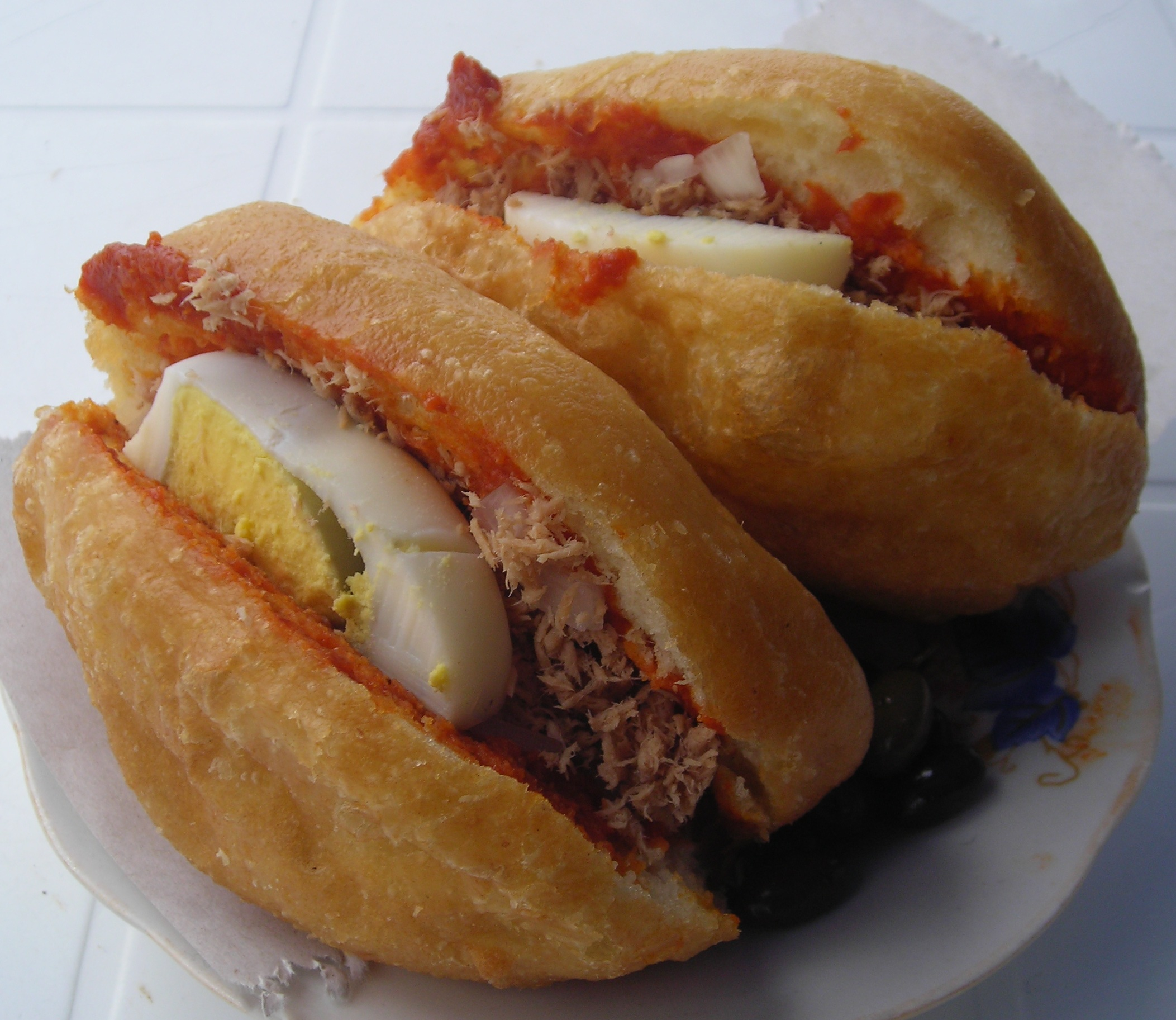
Fricassé

Fricassé – danie kuchni tunezyjskiej, chleb z ziemniakami, tuńczykiem i harissą usmażony w głębokim oleju.